# مذبحة كالاجونج

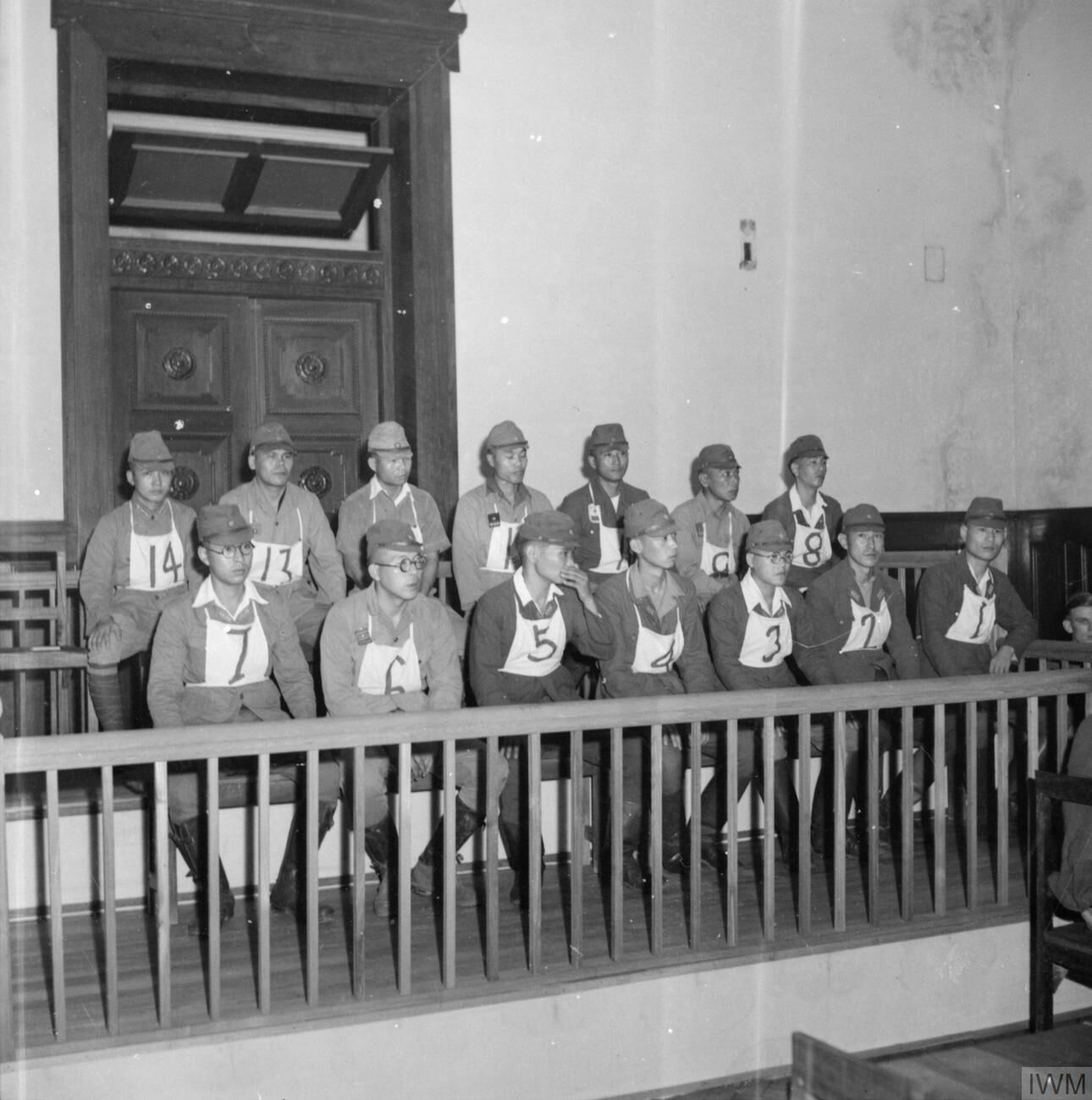
السجناء اليابانيين في قفص الاتهام خلال محاكمة جرائم الحرب الأولى التي عقدت في رانجون، بورما. وقد اتُهم هؤلاء الرجال بقتل 637 مدنياً في قرية كالاجونج.

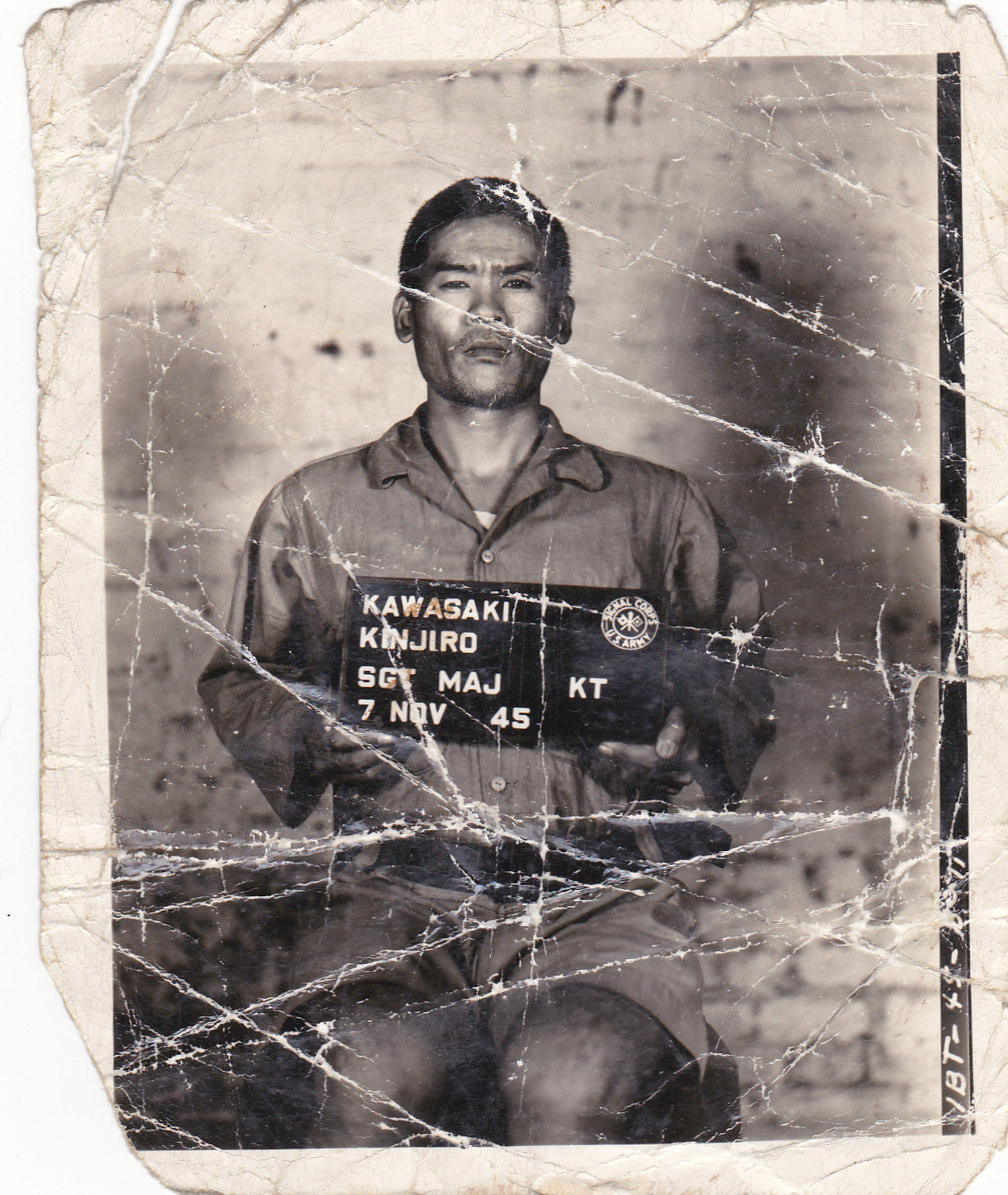
صورة للرقيب الرائد كاواساكي كينجيرو، الذي حكم عليه بالسجن لمدة ثلاث سنوات في سجن رانجون لمشاركته في المذبحة.

في 7 يوليو 1945، تم ارتكاب مذبحة كالاجونج ضد سكان كالاجونج، في بورما (ميانمار الحالية)، على أيدي أفراد من الكتيبة الثالثة، فوج 215، أو إس ماولاميين كمبيتاي للجيش الإمبراطوري الياباني. وقد طلب اللواء سيي ياماموتو، رئيس أركان الجيش الثالث والثلاثون، هذه الوحدات لاجتياح المنطقة للمقاتلين الذين يقال إنهم تعاونوا مع المظليين البريطانيين.

## المذبحة
احتل اليابانيون القرية وجمعوا جميع السكان لاستجوابهم. تعرضت النساء والأطفال للاغتصاب والضرب، لكن لم ترد أية معلومات. ولذلك أمر كيمبيتاي بقتل القرية بأكملها. تم نقل السكان في مجموعات من خمسة إلى عشرة أشخاص إلى آبار قريبة، معصوبي العينين، وألقيت جثثهم في الآبار. توفي ما بين 600 إلى 1000 قروي في المذبحة.

## وصلات خارجية
- جمعية بورما ستار- مذبحة قرية كالاجونج.
- الفصل الثامن: جرائم الحرب التقليدية (الفظائع).